# Severino Di Giovanni
Severino Di Giovanni (Chieti, Italie, 17 mars 1901 – Buenos Aires, Argentine, 1er février 1931) était un journaliste, anarchiste et antifasciste argentin d’origine italienne.
Jeune adepte des théories anarchistes, il fut contraint à l'émigration par l’arrivée au pouvoir de Mussolini et s’installa en Argentine, où il fonda un journal et devint bientôt la figure anarchiste la plus connue de son pays d'adoption. Il mena, avec son groupe, une campagne terroriste en soutien à Sacco et Vanzetti et perpétra plusieurs attentats à la bombe contre des institutions ou des intérêts liés à l’Italie fasciste ; l’un notamment de ces attentats, visant le consulat d’Italie à Buenos Aires, provoqua la mort de neuf personnes. Finalement capturé, il périt devant le peloton d’exécution.

## Jeunes années en Italie
Né le 17 mars 1901 à Chieti, dans les Abruzzes, Di Giovanni grandit dans la période de privations pendant et après la Première Guerre mondiale, souffrant de la pauvreté et de la faim, confronté au spectacle de soldats mendiant dans les rues. Cette période de sa vie aura un grand impact sur ses futures positions politiques. Devenu orphelin à l’âge de 19 ans, il suivit une formation d’instituteur et commença, avant même d’obtenir son diplôme, à enseigner dans une école de sa ville natale. Il apprit par lui-même l’art de la typographie et, réfractaire à toute autorité dès le plus jeune âge, s’approcha des anarchistes, d’une part par la lecture, à ses heures perdues, de Mikhail Bakounine, Errico Malatesta, Piotr Kropotkine, Pierre-Joseph Proudhon et Élisée Reclus, et d’autre part par la fréquentation de l’école de Camillo Di Sciullo, typographe anarchiste de San Giovanni Teatino. À partir de 1921, il se voua entièrement au militantisme anarchiste.
En 1922, après que le mouvement fasciste de Mussolini se fut emparé du pouvoir en Italie, la censure et les persecutions contre les anarchistes contraignirent Severino à s’exiler en Argentine avec sa cousine et épouse Teresa Mascullo et leurs trois enfants.

## Arrivée en Argentine
Di Giovanni débarqua à Buenos Aires au milieu de la dernière grande vague d’immigrants italiens avant la Seconde Guerre mondiale. Les époux eurent tôt fait de se lier avec les anarchistes et les antifascistes de leur pays d’adoption. Habitant Morón, dans la banlieue de Buenos Aires, Severino faisait quotidiennement le déplacement vers le centre-ville pour y participer à des assemblées et planifier des actions dirigées contre le fascisme et contre les partisans du fascisme italien en Argentine. L’idéologie de Di Giovanni s’apparentait à celle des factions radicales et illégalistes du mouvement anarchiste en Argentine, réunies autour de la revue La Antorcha, puis de la Fédération ouvrière régionale argentine (FORA), dont l’organe officiel était le quotidien (et plus tard bulletin hebdomadaire) La Protesta Humana.
Dans les années 1920, l’Argentine était gouvernée par l’Union civique radicale (UCR), parti de gauche modéré, présidé successivement par Hipólito Yrigoyen et Marcelo Torcuato de Alvear. Comme anarchiste, Di Giovanni n’éprouvait que du mépris à l’égard de l’UCR, qu’il considérait comme un pâle reflet des éléments plus à droite et fascistes dans la politique argentine. La première action directe accomplie par Severino Di Giovanni eut lieu le 6 juin 1925, à l’occasion du 25e anniversaire de l’accession au trône du roi Victor-Emmanuel III d’Italie, qui fut célébré au Teatro Colón à Buenos Aires. Le président Alvear avec son épouse, la cantatrice Regina Pacini, et le comte Luigi Aldrovandi Marescotti, ambassadeur de l’Italie fasciste, assistaient à la cérémonie, ainsi que de nombreux Chemises noires postés là par Marescotti pour parer à tout désordre. Quand l’orchestre entonna l’hymne national italien, Di Giovanni et ses compagnons se mirent à éparpiller, aux cris de « Assassins ! Voleurs ! », des feuilles volantes portant un texte glorifiant Matteotti. Les Chemises noires réussirent à les maîtriser et à les remettre à la police.

## Culmine, Sacco et Vanzetti, etpropagande par le fait
Bientôt remis en liberté, Di Giovanni s'associa aux protestations internationales contre l’arrestation et le procès de Sacco et Vanzetti, membres du groupement anarchiste galléaniste, qui étaient accusés de vol et du meurtre d’un caissier et de son garde, et figura bientôt parmi les anarchistes les plus actifs en Argentine pour la défense des deux immigrants italiens. Il écrivit des articles dans diverses publications anarchistes, entre autres dans son propre journal intitulé Culmine (« Sommet »), fondé en août 1925, et dans la publication new-yorkaise l'Adunata dei Refrattari. Di Giovanni s’y consacrait la nuit, tout en travaillant pendant la journée en usine ou comme typographe pour soutenir sa famille et financer son militantisme. Culmine préconisait l’action directe et la propagande par le fait. Di Giovanni résuma comme suit les objectifs de Culmine :
- Diffuser les idées anarchistes parmi les travailleurs italiens ;
- Contrarier la propagande des partis politiques pseudo-révolutionnaires, qui font de l’anti-fascisme une spéculation en vue de leurs futures conquêtes électorales ;
- Commencer parmi les travailleurs italiens une agitation de caractère exclusivement libertaire afin de maintenir vivant l’esprit d’aversion au fascisme ;
- Engager les travailleurs italiens dans toutes les agitations prolétaires d’Argentine ;
- Établir une collaboration intense et active entre les groupes anarchistes italiens et le mouvement anarchiste local[4].

Du reste, les sujets traités dans Culmine étaient des plus variés, allant de l’analyse de la situation en Argentine et dans le monde, à des nouvelles sur les détenus politiques, et de critiques du fascisme, à la dénonciation du stalinisme (une rubrique de Culmine avait d'ailleurs pour titre Depuis l’enfer bolchévique).
Le 16 mai 1926, quelques heures seulement après que fut connue la peine capitale prononcée contre Sacco et Vanzetti, Di Giovanni plaça une bombe dans l’ambassade des États-Unis à Buenos Aires, détruisant la façade du bâtiment. Le jour suivant, le président Alvear ordonna des enquêtes policières contre plusieurs suspects de l’attentat ; pour identifier ceux-ci, la police avait sollicité l’assistance de l’ambassade d’Italie, laquelle cita immédiatement le nom de Di Giovanni, qui avait perturbé les célébrations au Teatro Colón. Il fut promptement arrêté par la police et torturé cinq jours durant, mais ne fournit aucun renseignement. Di Giovanni dut être relâché par manque de preuves.
Entre-temps, dans le Massachusetts, le conseil des défenseurs de Sacco et Vanzetti réussit à surseoir à leur exécution jusqu’au 23 août 1927. Un mouvement en soutien aux anarchistes galléanistes continua alors à se mobiliser pour obtenir leur grâce et leur libération. Le 21 juillet 1927, l’ambassade des États-Unis fit paraître dans le journal argentin conservateur La Nación un article dans lequel les deux anarchistes italiens étaient présentés comme des délinquants de droit commun. Le jour d’après, Di Giovanni et deux de ses camarades anarchistes, Alejandro et Paulino Scarfó, firent sauter une statue de George Washington dans le quartier de Palermo à Buenos Aires, et quelques heures plus tard, une bombe explosa dans l’usine de la société Ford. Le 15 août 1927, confronté aux preuves de l’implication d’anarchistes dans les attentats à la bombe, le commissaire de la police fédérale chargé de l’enquête, Eduardo Santiago, déclara qu’il maîtrisait parfaitement toute la situation et qu’aucun anarchiste au monde ne pourrait jamais le vaincre. Le lendemain, ce même Santiago, que le hasard avait fait quitter son domicile quelques minutes auparavant pour aller acheter des cigarettes, échappa de justesse à un attentat à la bombe organisé contre son domicile par Di Giovanni et son groupe .
Le 23 août 1927, Sacco et Vanzetti furent exécutés ; en réaction, une grève générale de 24 heures fut déclenchée à Buenos Aires, de même que dans beaucoup d’autres capitales dans le monde. Plusieurs jours après les exécutions, Di Giovanni reçut une lettre de la veuve de Sacco, le remerciant pour son action, et l’informant que le directeur de l’entreprise de tabac Combinados lui avait proposé un contrat en vue de lancer une marque de cigarettes Sacco & Vanzetti. Le 26 novembre 1927, Di Giovanni et ses camarades déposèrent une bombe dans le bureau de tabac Combinados de Bernardo Gurevich au no 2279 de l’avenue Rivadavia,. Di Giovanni et ses camarades cependant poursuivirent leur campagne terroriste anti-américaine. Le 24 décembre 1927, le siège de la Citibank et celui de la Bank of Boston furent gravement endommagés par des attentats, qui coûtèrent la vie à deux personnes et en blessa vingt-trois autres.
Début 1928, le journal italien de gauche basé à Buenos Aires, L'Italia del Popolo, dénonça le consul d’Italie, Italo Capil, comme étant un informateur et un soutien d’éléments fascistes au sein de la police fédérale argentine. Après avoir appris que le consul devait, en compagnie du nouvel ambassadeur, visiter le nouveau consulat d’Italie, Di Giovanni et les frères Scarfó déposèrent le 23 mai 1928 une bombe dans ledit consulat, tuant neuf fascistes et en blessant 34 autres. C’était à ce moment l’attentat à la bombe le plus meurtrier jamais commis en Argentine. Les opposants au gouvernement fasciste italien disaient par dérision que les obsèques des employés du consulat, — obsèques auxquelles assistèrent l’ambassadeur d’Italie, le délégué officiel des fascistes italiens en Argentine Romualdo Matarelli, le président Alvear et sa femme Regina Pacini, et le général Agustín Pedro Justo —, se déroulaient selon le « rite funéraire fasciste ». Le même jour, Di Giovanni tenta de commettre un attentat à la bombe contre une pharmacie à La Boca appartenant à Benjamín Mastronardi, président du Comité fasciste de La Boca ; la bombe put cependant être désamorcée à temps par le fils de Mastronardi.
Le penchant de Giovanni pour la propagande par le fait donna lieu à de vifs débats au sein de la communauté anarchiste. Certains dirigeants anarchistes arguaient que les actions de Di Giovanni risquaient d’aller à rebours de l’effet escompté et d’amener à un coup d’État militaire et donc à la victoire des forces fascistes ; des journaux anarchistes tels que La Antorcha et La Protesta critiquèrent les méthodes d’action directe et de violence aveugle mises en œuvre par Di Giovanni. En particulier, La Protesta, publiée par un virulent adversaire de Di Giovanni, l’anarcho-syndicaliste Diego Abad de Santillán, adopta une ligne ouvertement opposée à Di Giovanni, et de plus en plus dure à mesure que les attentats se faisaient plus aveugles. La Antorcha en revanche était plus ambiguë dans sa critique. Aucun de ces deux journaux ne plut à Di Giovanni, et tous deux étaient blâmés dans Culmine. La guerre des mots cependant s’envenima. Le 25 octobre 1929, un inconnu assassina Emilio López Arango, rédacteur à La Protesta. Tout d’abord, l’on soupçonna du meurtre un groupe de boulangers, membres du même syndicat qu’Arango, mais ceux-ci ne furent jamais inculpés. Selon certaines informations, Di Giovanni et son groupe étaient les suspects no 1 de l’assassinat.
Si l’attentat du consulat d’Italie fut immédiatement condamné par La Protesta, cette critique resta sans effet. Trois jours après cet attentat, Di Giovanni frappa à nouveau, cette fois dans le quartier portègne de Caballito, déposant une bombe au domicile d’un membre de la police secrète mussolinienne, Césare Afeltra, accusé par les anarchistes italiens exilés d’avoir pratiqué la torture sur des membres de différents groupes anarchistes et anti-fascistes radicaux en Italie. Lorsque le président américain fraîchement élu Herbert Hoover visita l’Argentine en décembre 1928, Di Giovanni voulut, pour venger l’exécution de Sacco et Vanzetti, commettre un attentat à la bombe contre le train dans lequel voyageait Hoover, mais le plastiqueur, Alejandro Scarfó, fut arrêté peu avant qu'il n'installât les explosifs sur les rails.
Cet échec porta Di Giovanni à suspendre sa campagne d’attentats et à se concentrer sur son journal Culmine. En 1929, il écrivit : 

« Vivre dans la monotonie les heures moisies de la médiocrité, des résignés, des accommodés, des convenances – cela n’est point vivre la vie ; cela n’est que végéter et transporter de façon ambulante une masse de chair et d’os. Il est nécessaire de donner à la vie l’exquise élévation de la rébellion du bras et de l’esprit. »

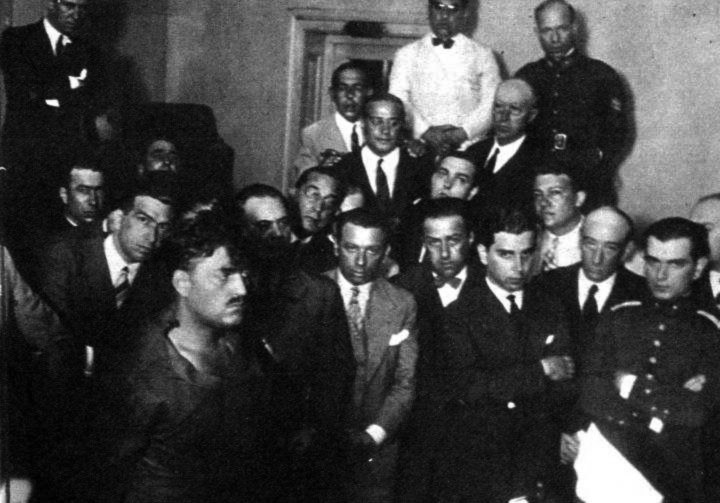
Severino Di Giovanni au tribunal.

À la suite du putsch militaire de septembre 1930, qui renversa Hipólito Yrigoyen et porta au pouvoir les généraux José Félix Uriburu et Agustín Pedro Justo, Di Giovanni conçut le projet de libérer de prison son camarade Alejandro Scarfó. Ayant besoin de fonds pour pouvoir soudoyer les gardiens de prison, il braqua, le 2 octobre 1930, les Obras Sanitarias de la Nación et accomplit le vol jusque-là le plus important en Argentine, emportant avec lui 286 000 pesos. Toutefois, l’évasion projetée n’eut jamais lieu, et Scarfó resta en prison.

## Capture et exécution

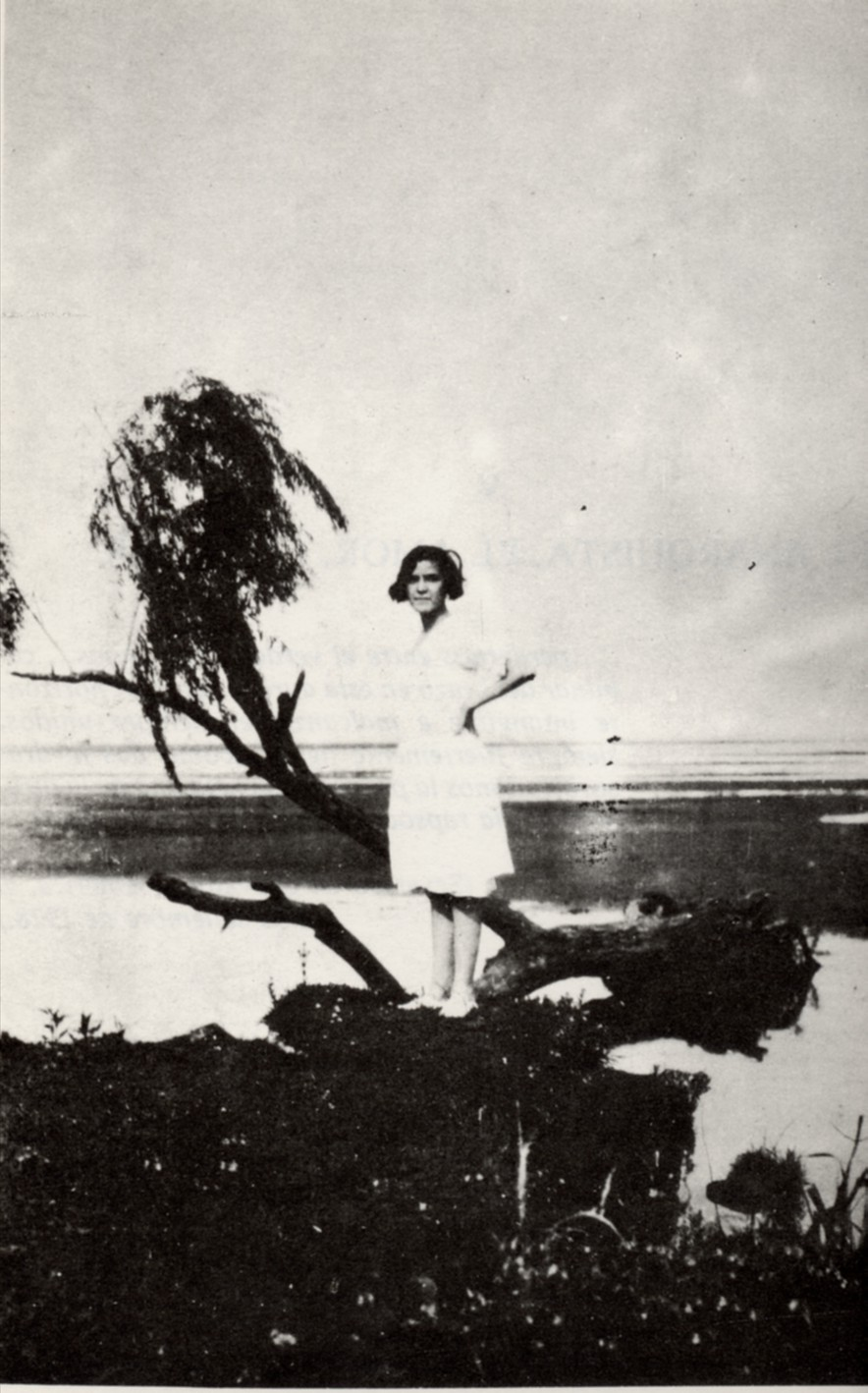
América Josefina Scarfó, dite Fina, posant pour Severino Di Giovanni à San Isidro, Buenos Aires, en 1930.

En 1927, Di Giovanni quitta sa femme, et commença une liaison avec América Josefina (Fina) Scarfó, sœur cadette alors âgée de 15 ans des frères Alessandro et Paulino Scarfó, tous trois issus d’une famille catholique d’origine calabraise appartenant aux classes moyennes italo-argentines. Fina avait épousé l’anarchiste Silvio Astolfi afin de rester avec Di Giovanni, mais fut bientôt coupée de tout contact avec sa famille. Au début de la dénommée Décennie infâme, qui fit suite au coup d’État militaire de 1930, Di Giovanni passa de longues périodes  en réclusion, travaillant sur les œuvres complètes d’Élisée Reclus. La police tenta une fois de l’arrêter dans un atelier d’imprimerie, mais Di Giovanni réussit à s’échapper après un échange de coups de feu, lors duquel un policier fut tué et un autre blessé. En janvier 1931, il fut finalement arrêté, en même temps que Fina et Paulino Scarfó, après avoir été grièvement blessé dans un nouvel échange de coups de feu. Deux autres anarchistes périrent dans la fusillade. Di Giovanni déclara que les 300 poulets trouvés dans leur maison devaient être donnés aux pauvres de Burzaco, dans la banlieue sud de Buenos Aires.
La junte militaire rendit publiques ces arrestations comme une victoire du nouveau régime et organisa sur-le-champ un tribunal militaire. Di Giovanni fut habilement défendu par son avoué, le lieutenant Juan Carlos Franco, qui insista sur la nécessaire indépendance du système judiciaire et allégua que Di Giovanni avait été torturé par la police. L'ardeur avec laquelle Franco défendit son client lui valut du reste d’être arrêté à son tour à l’issue du procès ; il fut limogé des rangs de l’armée et brièvement incarcéré avant son expulsion hors d’Argentine. Ses efforts toutefois avaient été vains ; les preuves accumulées contre Di Giovanni étaient accablantes. Lui et Paulino Scarfó furent condamnés à mort ; Fina, encore mineure d’âge, fut remise en liberté,.
Severino Di Giovanni mourut devant le peloton d’exécution le 1er février 1931, à l’âge de 29 ans. Il s’écria Evviva l'Anarchia! (Vive l’anarchie !), avant d’être atteint d’au moins huit balles de fusil Mauser 7,65 mm. Quelques heures plus tard, Paulino Scarfó, après les derniers adieux, fut également exécuté. Sur ordre du ministre de l’Intérieur Matías Sánchez Sorondo, le corps de Di Giovanni fut enterré en secret, au cimetière de La Chacarita, dans la banlieue de Buenos Aires. Pourtant, dès le lendemain, sa tombe avait été anonymement fleurie.

## Épilogue
Après l’exécution, Fina quitta son mari Silvio Astolfi, puis, ayant fini par se remarier, mena une existence paisible à Buenos Aires. Au terme d’une longue période d’emprisonnement, Astolfi retourna en Europe pour y poursuivre ses activités antifascistes et trouva la mort dans la guerre d’Espagne. Le 28 juillet 1999, Fina Scarfó obtint de se faire restituer les lettres d’amour que Di Giovanni, plusieurs décennies auparavant, lui avait envoyées de prison, mais que la police avait interceptées. Fina mourut le 19 août 2006, à l’âge de 93 ans. Teresa Mascullo, la veuve de Di Giovanni, entre-temps remariée, de même que les enfants de Di Giovanni, eurent soin de changer leur nom. Alejandro Scarfó, après avoir purgé sa peine pour la tentative d’assassinat du président Hoover, recouvra la liberté en 1935. Abandonné par sa famille et même par sa fiancée, il s’évanouit, aigri et pétri de ressentiment, dans l’obscurité.

## Corrélats
- Anarchisme en Italie
- Décennie infâme
- Affaire Sacco et Vanzetti